# Canton d'Annecy-Nord-Est
Le canton d'Annecy-Nord-Est est un ancien canton français, situé dans le département de la Haute-Savoie. Le chef-lieu de canton se trouvait à Annecy. Il disparait lors de la réforme territoriale de 2014 et les communes rejoignent en partie les nouveaux cantons Annecy-1 ou Annecy-2.

## Composition
Le canton d'Annecy-Nord-Est regroupe les communes suivantes :
| Nom    | Code Insee | Intercommunalité | Superficie (km2) | Population (dernière pop. légale) | Densité (hab./km2) |
| ------ | ---------- | ---------------- | ---------------- | --------------------------------- | ------------------ |
| Annecy | 74010      | CA Grand Annecy  | 66,93            | 52 029 (2013)                     | 777                |

Pour la commune d'Annecy, seule sa partie nord-est (secteur Parmelan, Plaine...) fait partie de ce canton.

## Liste des conseillers généraux
| Période                                  | Période | Identité         | Étiquette       | Qualité |
| ---------------------------------------- | ------- | ---------------- | --------------- | --- |
| 1973                                     | 2001    | André Fumex      | CD puis UDF     | Directeur d'entreprise Maire d'Annecy (1975-1983) |
| 2001                                     | 2015    | Dominique Puthod | UDF puis NC-UDI | - Maître de conférence à l'Université de Savoie - Adjoint au Maire d'Annecy - Vice-Président du Conseil Général Elu en 2015 dans le Canton d'Annecy-2 |
| Les données manquantes sont à compléter. |         |                  |                 | |

## Démographie
| 1975 | 1982 | 1990   | 1999   | 2006   | 2011   | 2012   |
| ---- | ---- | ------ | ------ | ------ | ------ | ------ |
| -    | -    | 19 888 | 19 540 | 18 985 | 18 594 | 18 601 |